# スズキ・GT750
GT750（ジーティーななひゃくごじゅう）は鈴木自動車工業（現・スズキ）が1971年に販売を開始したオートバイ。通称は「ジーナナ」。

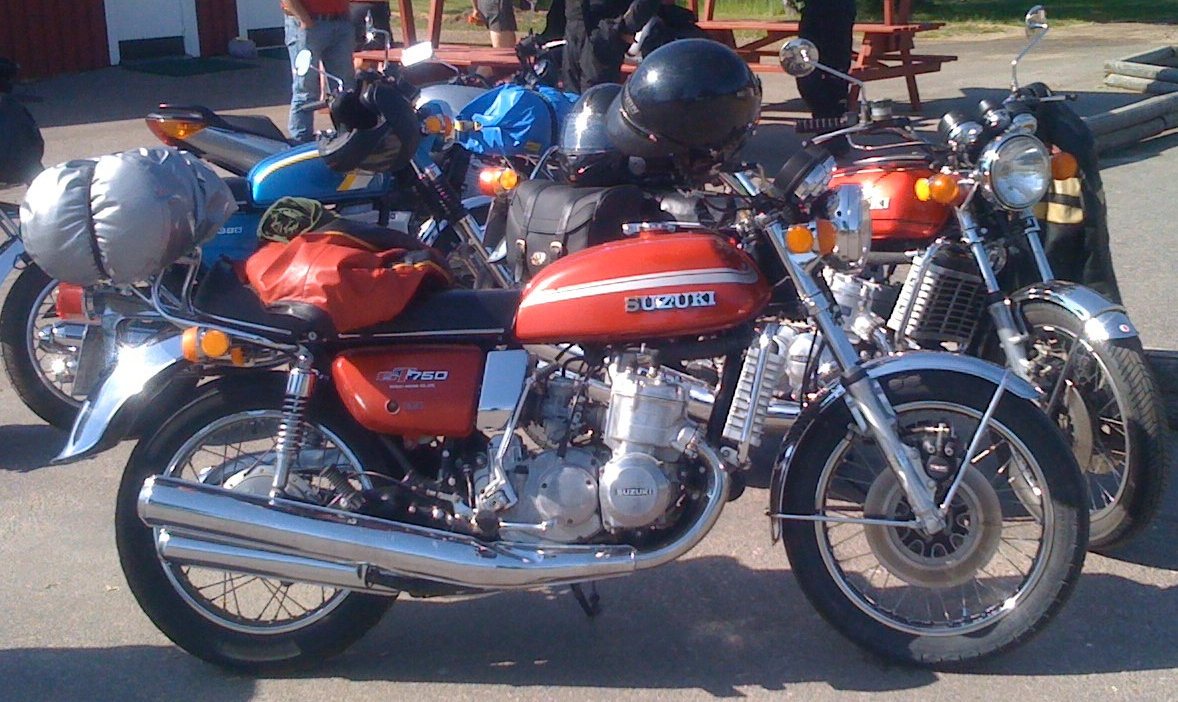
スズキ・GT750

GT750 (スズキ歴史館展示車両)

## 概要
当時、小型モデルが多かったスズキが作った初の大型モデル。市販の2サイクル車としては国産初の水冷3気筒エンジンを搭載。200kg超の大柄の車格を持つこととなり、「ウォーターバッファロー」（水牛）のニックネームで呼ばれた。ライバルとなる車種はホンダCB750FOUR、カワサキ750SSマッハであった。その後のオイルショックやアメリカの環境対応化などの影響からモデルチェンジされず4ストロークモデルのGS750へとバトンタッチされていった。製造中止は1977年頃である。根強いファンがおり、日本国外各所にオーナーズクラブが存在する。
水冷化された738ccの2ストローク並列3気筒エンジンを搭載。当時としては珍しいエンジンであったが、同社4輪のフロンテ800で量産化済み技術であった。当時のカタログには、4ストローク6気筒に匹敵するバランスと謳われていた。最高出力は67馬力と、現在の750クラスと遜色のない出力を誇り、220km/hまで刻まれたメーターに恥じぬ加速と最高速度（180km/h程度）を見せた。こうした特性をかわれ、当時の白バイにも採用されている。
マフラーは中央のシリンダーから2本出しとなっているため、後方から見ると4気筒に見える構造になっている。当時のカタログでは、これによって30%低回転域のトルクが向上したとなっているが、現在の目からすると、高級感をアピールするためのものであるというのが一般的な見方となっている。カプラーチューブ3本もエキゾーストが連結することによりトルクアップを図った。
初期型は、ホイールの左右側にブレーキシューを配置したダブルツーリーディングという凝ったシステムを導入している。後のモデルチェンジにより、ダブルディスクブレーキに変更となる。
スズキは1970年代において、特撮ヒーロー番組などのテレビ番組に車両提供を行っており、劇用車として番組内に登場している。GT750が採用された作品は『仮面ライダーV3』（主人公・風見志郎の愛車）、『ワイルド7』（ドラマ版の使用車両）、『秘密戦隊ゴレンジャー』（アカレンジャーのレッドマシーン → レッドスター）、『鉄人タイガーセブン』、『暴走の季節』（主人公が盗んで一時的に使用）などである。
一連のGTシリーズとして、他に空冷3気筒のGT550、GT380、空冷2気筒のGT250、GT185、GT125、および空冷単気筒のGT100などが展開された。

## モデル一覧
GT750
各モデルともカラーグラフィックは毎年変更されている。
　輸出仕様呼称
- GT750J（1972年モデル）：初期型。
- GT750K（1973年モデル）：前輪ダブルディスク化。
- GT750L（1974年モデル）：CVキャブレター採用、マフラーエンドコーン廃止、ラジエター変更。
- GT750M（1975年モデル）
- GT750A（1976年モデル）：タンク容量変更。
- GT750B（1977年モデル）：最終型。前輪フェンダーのステー廃止、サイドカバー塗色黒。

　国内仕様呼称
- GT750（1971年モデル）：初期型。色　赤　キャンディブライトレッド　青、キャンディージャッカルブルー、金、キャンディーイエローオーカー
- GT750B1（1972年モデル）：前輪ダブルディスク化。　色、緑、キャンディーイエローグリーン、赤、パールレッド、青、パールブルー
- GT750B2（1973年モデル）：CVキャブレター採用、マフラーエンドコーン廃止、ラジエター変更。
- GT750B3（1974年モデル）
- GT750B4（1974年モデル）
- GT750B5(1975年モデル)タンク容量変更。色、緑、オリーブグリーンメタリック、橙、フレークオレンジ

GT750P
少数製造されて日本各地の警察に納入、白バイ用車両として用いられた。白バイ用車両に2ストローク車が用いられた例はGT750が最後である。